# 超限定能力
『超限定能力』（ちょうげんていのうりょく）は、青塚美穂による脚本で、第27回フジテレビヤングシナリオ大賞受賞作。またそれを原作とし2015年12月21日の0時45分 - 1時45分にフジテレビで放送された単発テレビドラマ。竜星涼のフジテレビ初主演。

## 登場人物
秋山舜太郎〈21〉
演 - 竜星涼
三流大学4年生。
斉藤宜秀〈22〉
演 - 太賀
舜太郎の親友、就職活動に苦戦中。
橋田美雪〈16〉
演 - 永野芽郁
女子高生。
謎のサラリーマン
演 - ルー大柴
舜太郎が電車内で転ぶと助け起こしてくれる。
駅名のないサラリーマン
演 - ダンディ坂野
降りる駅名が見えなかった男。
美雪の父親
演 - 武藤敬司
大澤理恵〈38〉
演 - 紺野まひる
大学教授。舜太郎と宜秀の必修授業を担当している。
秋山百合子
演 ‐ 角南範子
舜太郎の母。

## スタッフ
- 原作・脚本 - 青塚美穂
- プロデュース - 高田雄貴
- 協力プロデュース - 関口周平
- 演出 - 野田悠介